# Mesochorus albionis
Mesochorus albionis är en stekelart som beskrevs av Schwenke 1999. Mesochorus albionis ingår i släktet Mesochorus och familjen brokparasitsteklar. Inga underarter finns listade i Catalogue of Life.